# Manabe Akifusa

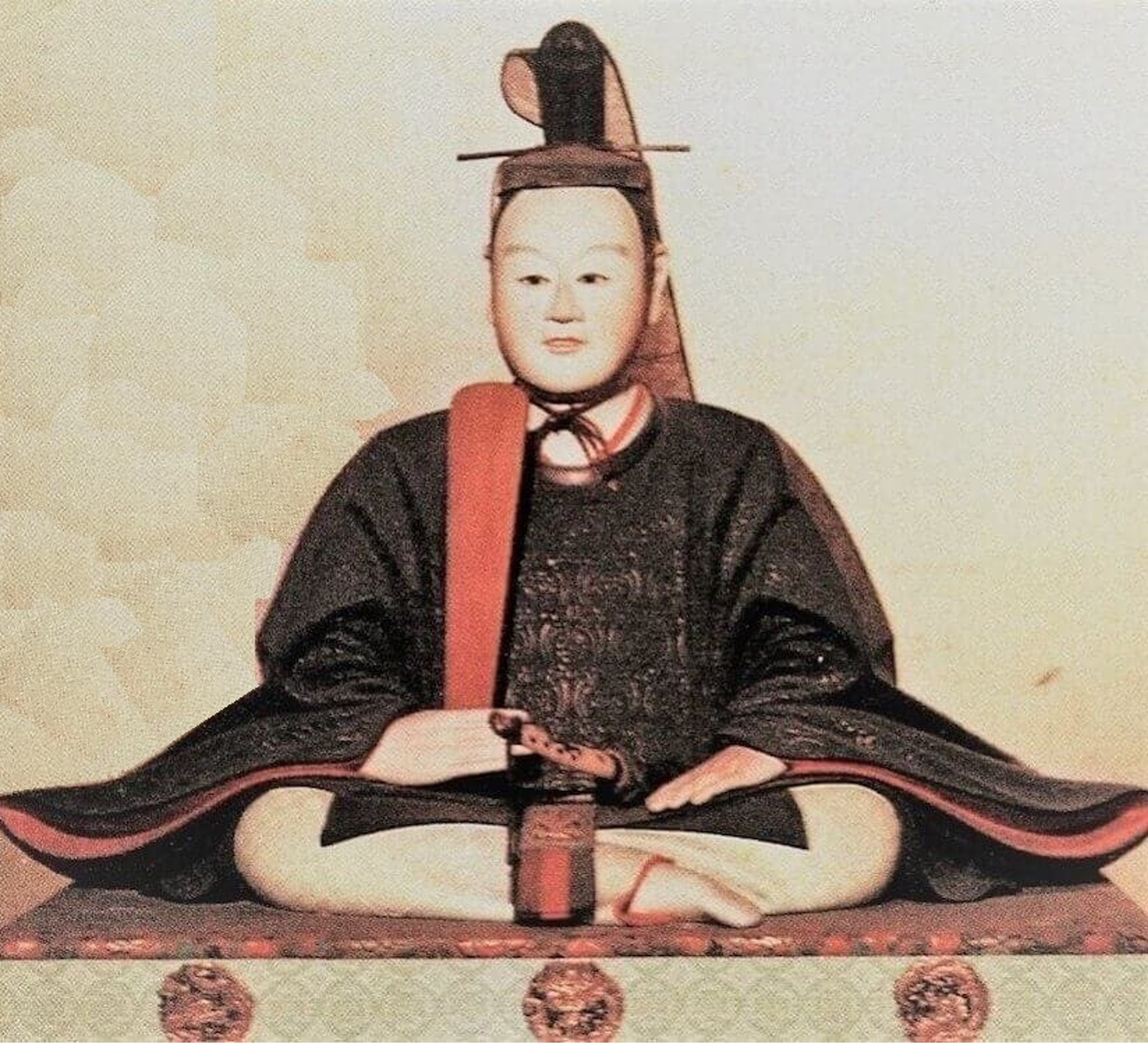
Manabe Akifusa

Manabe Akifusa (japanisch 間部 詮房; geboren 18. Juni 1666 in Oshi (Provinz Musashi); gestorben 19. August 1720 in Murakami (Provinz Echigo)) war ein japanischer Politiker und Daimyō in der Mitte der Edo-Zeit.

## Leben und Wirken
Manabe Akifusa diente zur Zeit seines Vaters Nishida Kiyosada (西田 清貞) Tokugawa Tsunashige, dem Herrn der Kōfu-Domäne (甲府藩). Als Kind wurde Akifusa ein Schüler des Nō-Schauspielers Kita Shichidayū (喜多 七太夫). Er wurde von Tsunashiges Sohn Tsunatoyo (綱豊), dem späteren 6. Shogun Tokugawa Ienobu (1662–1712) gefördert. Er führte verschiedene Familiennamen, bis er sich „Manabe“ nannte, wohl auf Tsunatoyos Anordnung.
Im Jahr 1704 wurde Manabe vom 5. Shogun Tokugawa Tsunayoshi (1646–1709) adoptiert, zum Vasallen des Shoguns ernannt. Er erhielt ein Einkommen von 1.500 Koku als Nishimaru Okubangashira (西丸奥番頭), als Leiter der Wache der Shogun-Residenz. Er stieg immer weiter auf, 1706 wurde er Daimyō mit 10.000 Koku und erhielt Rang eines Wakadoshiyori (若年寄). Als Ienobu 1709 zum 6. Shogun ernannt wurde, wurde er zum Kammerherrn (中格側用人, Chūkaku Sobayōnin) ernannt, wobei sein Nettovermögen auf 30.000 Koku anstieg.
1710 wurde Manabe Herr der Burg Takasaki in der Provinz Kōzuke (heute Präfektur Gunma) mit einem Einkommen von 50.000 Koku. Er unterstützte Shogun Ienobu zusammen mit Arai Hakuseki, arbeitete an der Reform der Regierung. Nach Ienobus Tod im Jahr 1712 wirkte er mit bei er Einsetzung des jungen 7. Shogun Tokugawa Ietsugu (1709–1716) und bei der Leitung der Verwaltung. Dies führte zu einer Periode der Stabilität, aber die Abneigung gegen die traditionellen Kräfte der Tokugawa und der Fudai-Daimyō wuchs allmählich, bis er und Arai wurden innerhalb des Shogunats isoliert waren.
1705, als der 8. Shogun Tokugawa Yoshimune (1684–1751) an die Macht kam, wurde Manabe aus der zentralen Position des Shogunats verdrängt. Im folgenden Jahr zog er auf die Burg Murakami mit 50.000 Koku in der Provinz Echigo (heute Präfektur Niigata) um, wo er dann auch vereinsamt starb. Obwohl er sanftmütig war, wurde ihm auch Entscheidungskraft nachgesagt.